# Georgian Pop
Georgian Pop (n. 13 iunie 1975, Brașov, România) este un om politic român, ales deputat pe listele Partidului Social Democrat (PSD) în 2008, 2012 și 2016. În ianuarie 2019 a trecut la Partidul Pro România (PPR).